# Wapen van Folsgare

Wapen van Folsgare

Het wapen van Folsgare is het dorpswapen van het Nederlandse dorp Folsgare, in de Friese gemeente Súdwest-Fryslân. Het wapen werd in 2003 geregistreerd.

## Beschrijving
De blazoenering van het wapen luidt als volgt:
In blauw een rode keper, tot de randen toe beladen met een zilveren rooster, de keper van boven vergezeld van twee gouden klavers en van onder van een gouden lelie.
De heraldische kleuren zijn: azuur (blauw), keel (rood), zilver (zilver) en goud (goud).

## Symboliek
- Blauw veld: verwijst naar de ligging aan de voormalige Middelzee. Daarnaast is de kleur ontleend aan het wapen van Wymbritseradeel, de gemeente waar het dorp eertijds tot behoorde.[3]
- Keper: duidt op de hoek in de Tsjaerddyk. Het rooster dat aangebracht is op de keper verwijst naar Laurentius van Rome, patroonheilige van de Laurentiuskerk van Folsgare.[3]
- Fleur de lis: ontleend aan het wapen van Wymbritseradeel.[3]
- Klaverbladen: staan voor het agrarische karakter van het dorp.[3]

Het wapen van Wymbritseradeel.
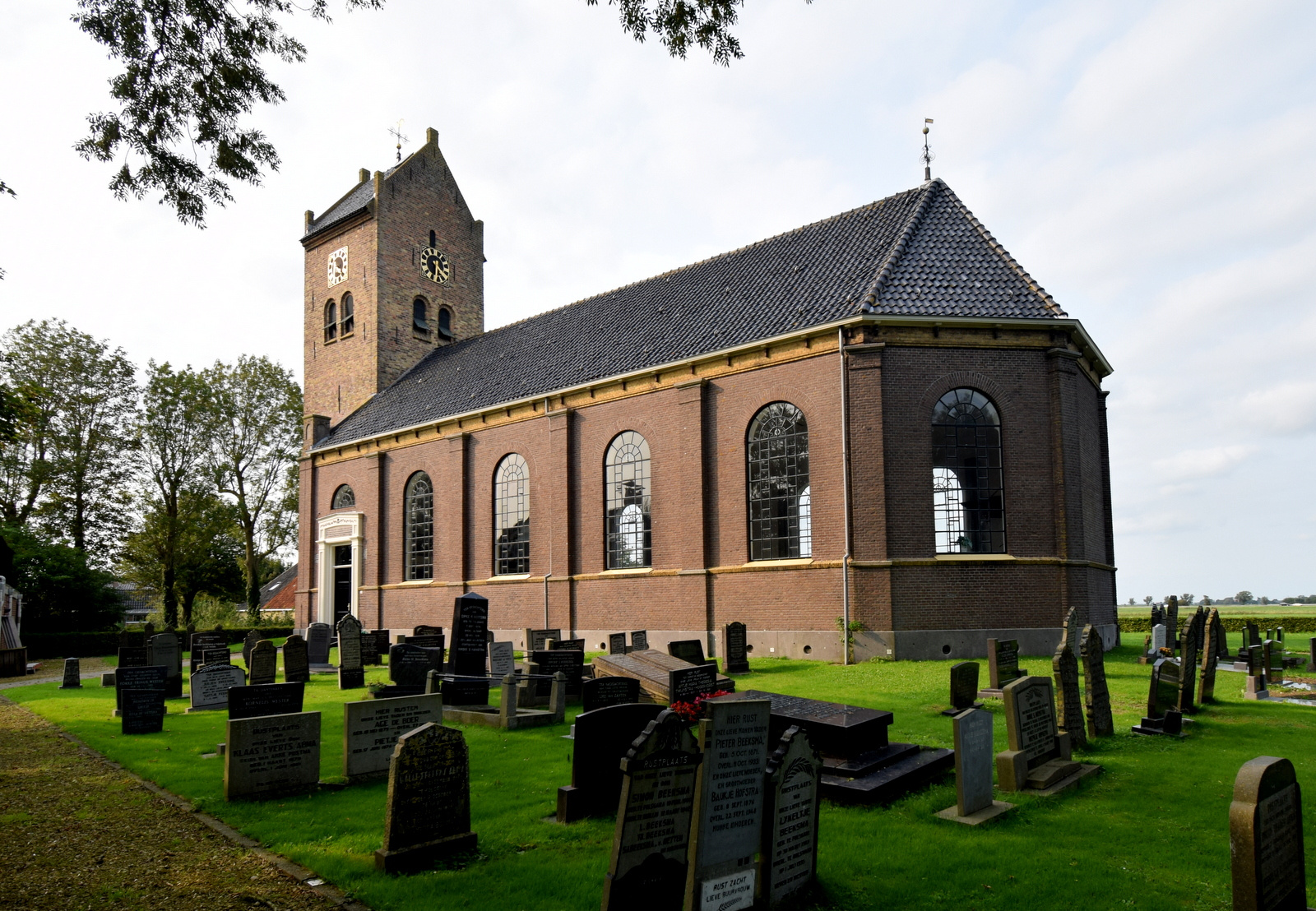
De Laurentiuskerk van Folsgare.

## Zie ook

Vlag van Folsgare